# Zeïneb Benzina
Zeïneb Benzina Ben Abdallah (Tunis) is een Tunesisch archeoloog, en Director of Research aan het Institut national du patrimoine (Nationaal Instituut voor Onroerend Erfgoed) in Tunesië.
Ze is auteur en co-auteur van vele wetenschappelijke publicaties over het oude Tunesië en Noord-Afrika, en is een expert op het gebied van Romeinse Afrika, in het bijzonder Carthago.
Ze is de dochter van Dr. Tewhida Ben Sheikh, de eerste vrouwelijke arts in de Arabische wereld.